# 马里奥·曼贾罗蒂
马里奥·曼贾罗蒂（義大利語：Mario Mangiarotti，1920年7月12日—2019年6月10日），意大利击剑运动员。他曾代表意大利参加1951年世界击剑锦标赛并获得团体银牌。

## 家庭
父亲朱塞佩·曼贾罗蒂。哥哥达里奥·曼贾罗蒂、爱德华多·曼贾罗蒂。